# Drasteriodes fusco-basalis
Drasteriodes fusco-basalis är en fjärilsart som beskrevs av Brandt 1938. Drasteriodes fusco-basalis ingår i släktet Drasteriodes och familjen nattflyn. Inga underarter finns listade i Catalogue of Life.